# Kloedenella
Kloedenella is een geslacht van uitgestorven kreeftachtigen uit de klasse van de Ostracoda (mosselkreeftjes).

## Soorten
- Kloedenella bicaesa (Jones & Kirkby, 1886) Ulrich & Bassler, 1908 †
- Kloedenella bipustulata Swartz & Whitmore, 1956 †
- Kloedenella birmanica Reed, 1915 †
- Kloedenella calcis Loranger, 1963 †
- Kloedenella carbonica Cooper, 1946 †
- Kloedenella chilota Kesling & Kilgore, 1952 †
- Kloedenella clarkei (Jones, 1890) Ulrich & Bassler, 1908 †
- Kloedenella clinoblonga Wang & Shi, 1982 †
- Kloedenella cyrtopleura Stoltidis, 1971 †
- Kloedenella densigranulata Oepik, 1935 †
- Kloedenella dubia Wang (S.), 1983 †
- Kloedenella duvernaia Loranger, 1954 †
- Kloedenella elongata Sun & Wang, 1985 †
- Kloedenella emphysota Kesling & Kilgore, 1952 †
- Kloedenella gibberosa Ulrich & Bassler, 1923 †
- Kloedenella hieroglyphica (Krause, 1891) Bonnema, 1914 †
- Kloedenella hunanensis Sun, 1978 †
- Kloedenella immersa Ulrich & Bassler, 1923 †
- Kloedenella indistincta Kroemmelbein, 1954 †
- Kloedenella intermedia (Ulrich & Bassler, 1923) Swartz, 1933 †
- Kloedenella lophota Kesling & Kilgore, 1952 †
- Kloedenella mager Cooper, 1941 †
- Kloedenella nitida Ulrich & Bassler, 1923 †
- Kloedenella obliqua Ulrich & Bassler, 1923 †
- Kloedenella opisthorhysa Kesling & Kilgore, 1952 †
- Kloedenella parvisulcata Swartz & Whitmore, 1956 †
- Kloedenella pennsylvanica (Jones, 1889) Ulrich & Bassler, 1908 †
- Kloedenella pseudobipustulata Stoltidis, 1971 †
- Kloedenella pulcra Stewart & Hendrix, 1945 †
- Kloedenella rectangularis Ulrich & Bassler, 1923 †
- Kloedenella rubra Oepik, 1935 †
- Kloedenella scapha Ulrich & Bassler, 1923 †
- Kloedenella sigurdi Coryell & Johnson, 1939 †
- Kloedenella subovata Ulrich & Bassler, 1923 †
- Kloedenella taehtverensis Oepik, 1935 †
- Kloedenella transitans Ulrich & Bassler, 1923 †
- Kloedenella trisulcata (Hall, 1859) Ulrich & Bassler, 1908 †
- Kloedenella tumida Stewart, 1950 †
- Kloedenella turgida Ulrich & Bassler, 1908 †
- Kloedenella uralica Zenkova, 1988 †
- Kloedenella waratahensis Kroemmelbein, 1954 †